# 謝爾努爾區
57°05′31″N 48°57′58″E / 57.092°N 48.966°E
謝爾努爾區（俄语：Сернурский район），是俄羅斯的一個區，位於該國西部，由馬里埃爾共和國負責管轄，面積1,032平方公里，2010年人口25,672，人口密度每平方公里24.88人。